# Erzgebirgsschanze

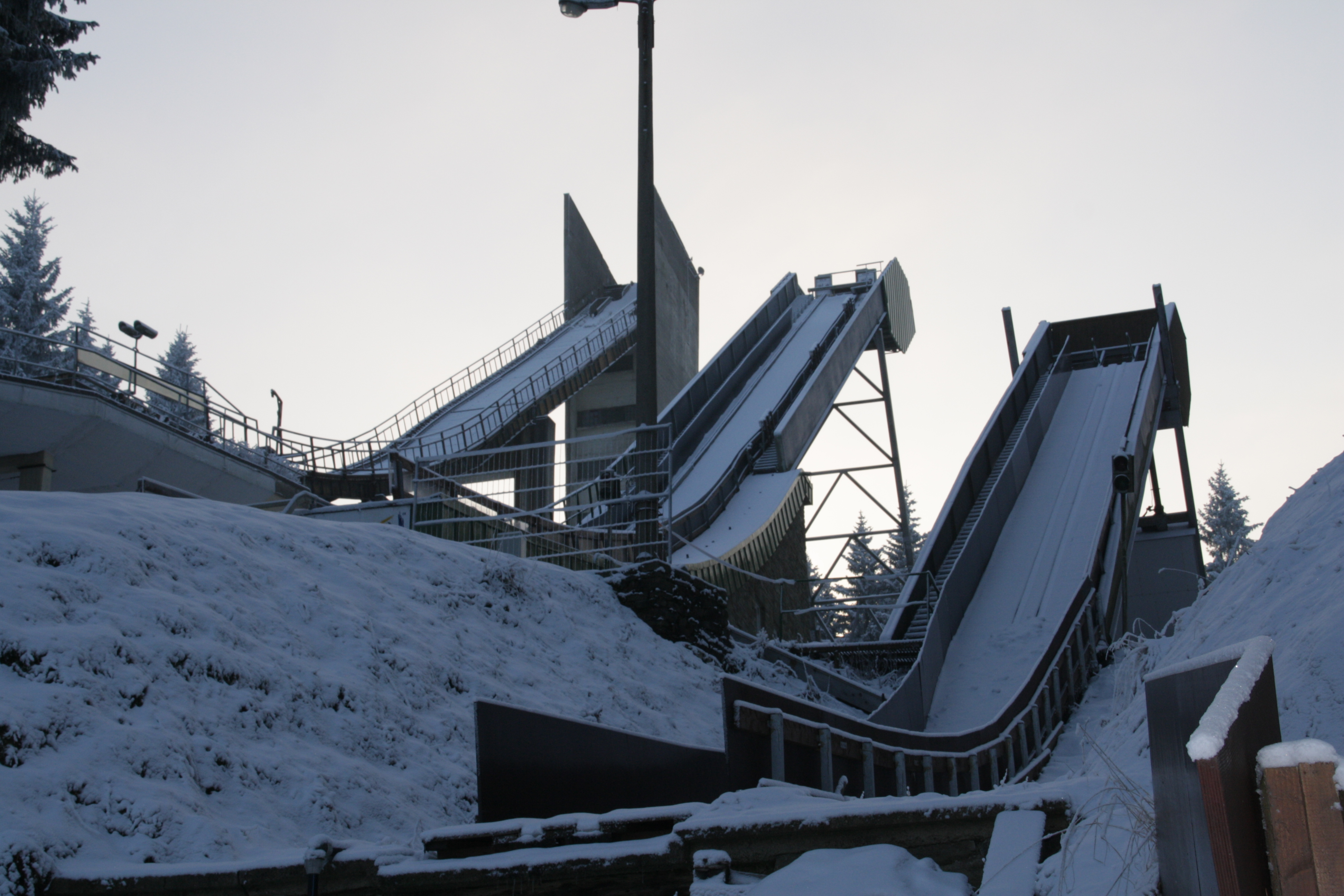
Erzgebirgsschanze mit Nachwuchsschanzen, 2014

Schanzenturm

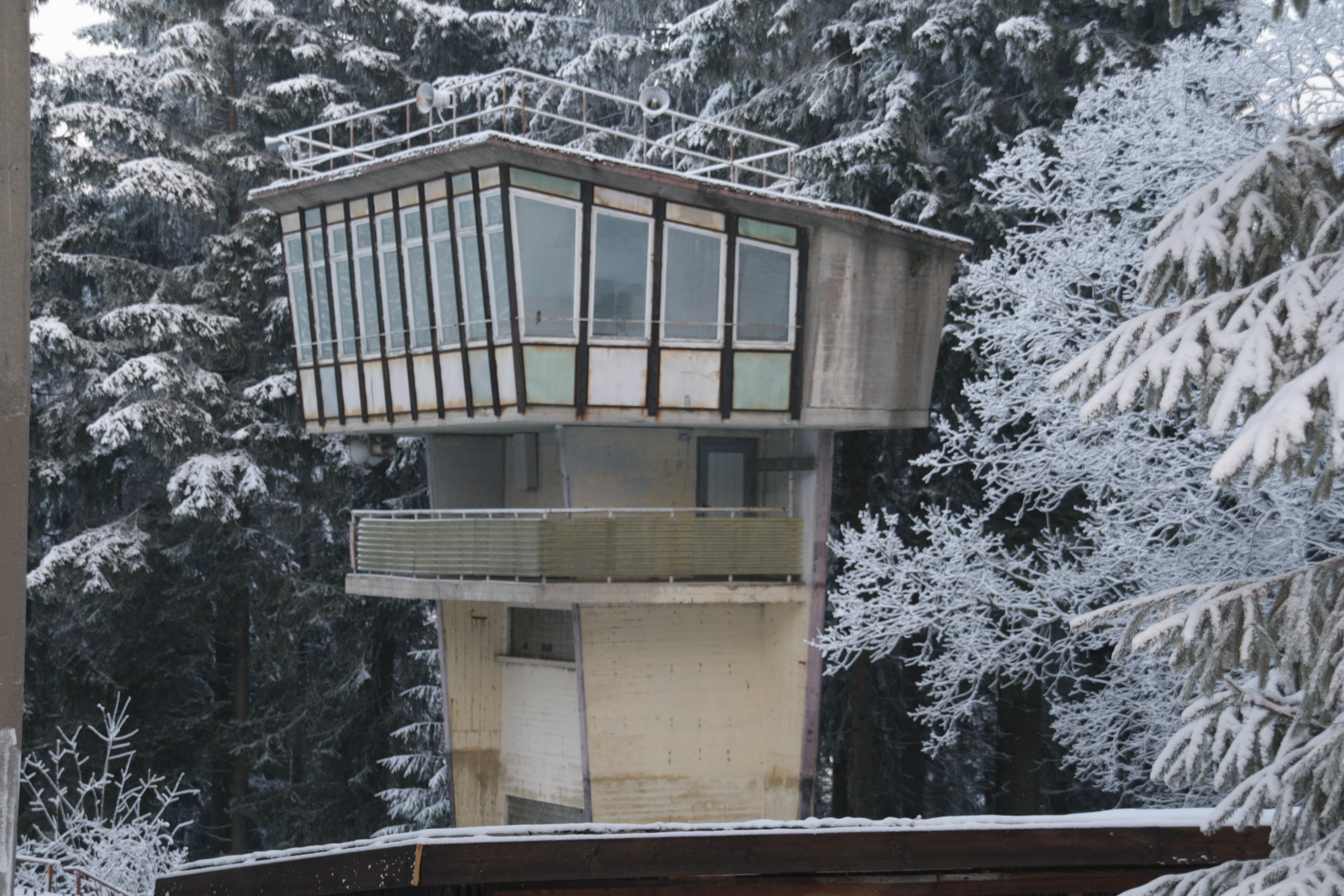
Sprungrichterturm

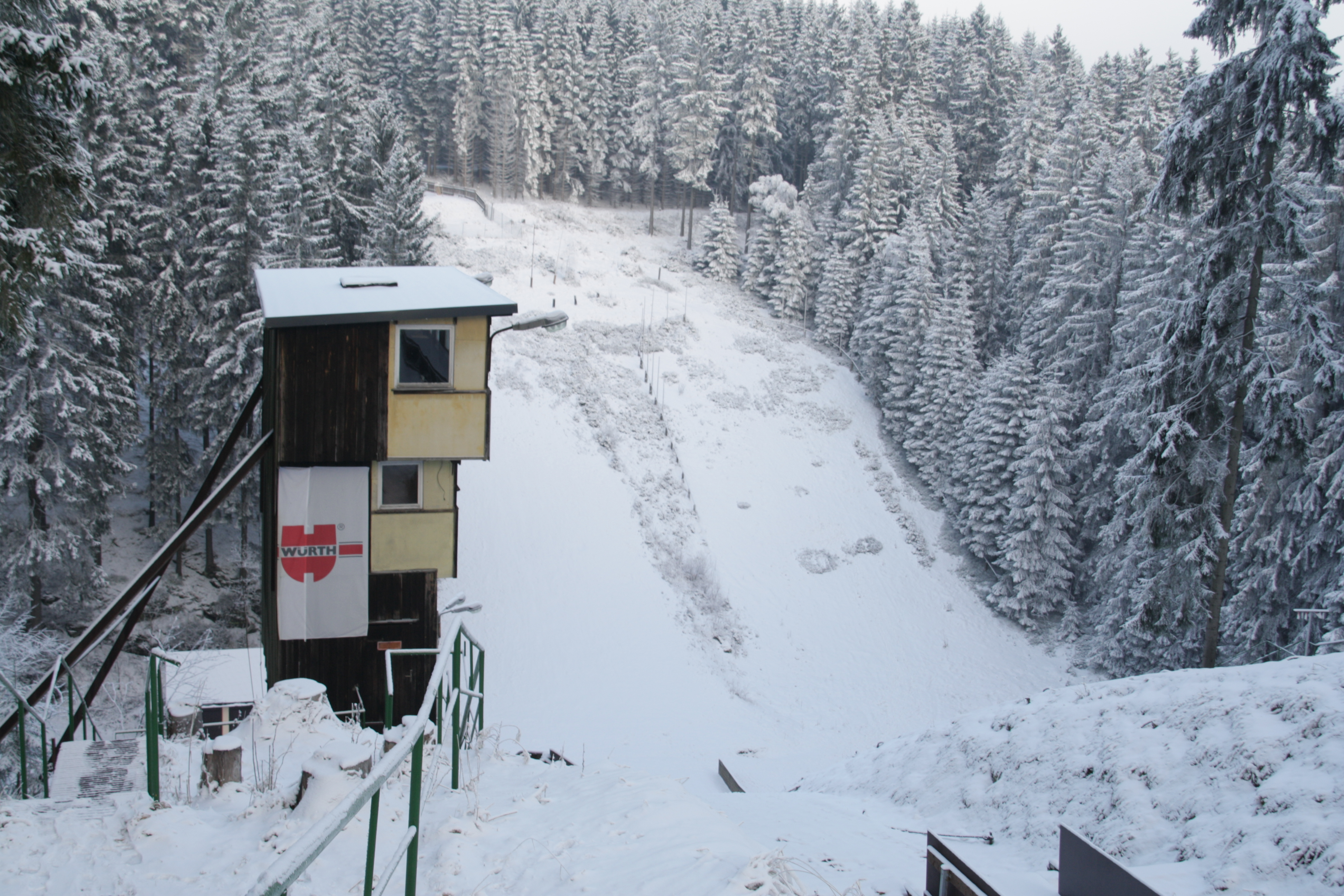
Auslauf der Schanzen

Die Erzgebirgsschanze ist eine nicht mehr genutzte Skisprungschanze in Johanngeorgenstadt im Schwefelbachtal im Waldgebiet Römisch Reich im sächsischen Erzgebirge.

## Geschichte
Nachdem die 1929 unter dem Namen Hans-Heinz-Schanze errichtete und nach erfolgtem Umbau 1951/52 in Glückaufschanze umbenannte Skisprungschanze im März 1956 eingestürzt war, wurde an gleicher Stelle, doch mit verkürztem Anlauf ab August 1960 eine neue Schanze mit Lotto-Toto-Mitteln errichtet. Zur besseren Haltbarkeit wurde nicht – wie beim Vorgängerbau – auf Holz, sondern auf Stahlbeton als Baumaterial zurückgegriffen. Die feierliche Weihe fand am 1. Januar 1962 statt. Den Weihesprung führte der Schanzenrekordhalter der Vorgängerschanze, Herbert Queck, durch.
Doch blieb die neue Erzgebirgsschanze hinter den hohen Erwartungen an eine moderne Schanzenanlage mit hohen Sprungweiten zurück und wurde deshalb hauptsächlich für Sprungläufe von Nordisch Kombinierten und Nachwuchssportlern (Kinder und Jugendlichen) genutzt. In den Sommermonaten konnte in den 1960er Jahren der Turm bestiegen und für Aussichtszwecke genutzt werden. Am Anlaufturm entstand eine Schanzenbaude, die ein gastronomisches Angebot auch im Sommer bereithielt.
Am 4. Januar 1969 wurde in der Nähe der Erzgebirgsschanze ein Eisstadion eingeweiht. In unmittelbarer Nähe wurde am 7. Oktober 1970 die Kleine Pionierschanze eingeweiht.
Neben der Erzgebirgsschanze wurde eine moderne Pionierschanze errichtet, die am 26. Dezember 1977 geweiht wurde. Nun fanden Sprungläufe von Kindern und Jugendlichen hauptsächlich auf dieser Schanze statt und die Erzgebirgsschanze wurde nur noch selten genutzt.
Mitte der 1990er Jahre erfolgten bauliche Veränderungen. Am 23. Dezember 1995 fand die Schanzenweihe der umgebauten Erzgebirgsschanze, verbunden mit einem Weihnachtssprunglauf, statt. Dennoch konnten durch die Umbauten aktuelle Profil- und Sicherheitsanforderungen nicht hinreichend erfüllt werden. Seit Ende des Jahres 2000 wird die Erzgebirgsschanze deshalb nicht mehr genutzt und verfällt zur Ruine. Ein Abriss ist aufgrund des verwendeten Stahlbetons zu teuer.

## Technische Daten
- K-Punkt: 75 m
- Neigung des Aufsprunges: 36 Grad

## Inhaber des Schanzenrekordes
- 1962 Veit Kührt: 61 m
- Michael Uhrmann: 86 m